# Agustí Rius Borrell
Agustí Rius Borrell (Sabadell, 30 de enero de 1837 - Barcelona, 21 de febrero de 1912), fue un maestro y pedagogo español.

## Biografía
Hijo de una familia de tejedores, siguió estudios de Magisterio en la Escuela Normal de Barcelona, entre 1854 y 1858. Un año más tarde, obtuvo el título de maestro y fundó en Sabadell una escuela superior, de la que fue profesor. Impartió clases en el Instituto Industrial de Sabadell durante los cursos 1863-1864 y 1864-1865. Creó la primera escuela medicopedagógica de España y en 1872 fue nombrado director de las escuelas municipales de Barcelona. Se casó con Adelaida Tarragó, con quien tuvo dos hijas y un hijo, el médico Agustí Rius y Tarragó, autor de la Topografía médica de Sabadell, obra aparecida en 1914. En 1885 encontró casualmente en una masía de Castellar del Vallés la primera edición de la obra de Baldiri Reixac i Carbó Instruccions per a l'ensenyança de minyons (1748), de la que Borrell hizo el estudio pedagógico y la edición un año más tarde.
Agustín Ríos escribió cerca de una veintena de obras pedagógicas -diez para niños, ocho para profesores-; dos monografías sabadellenses y un estudio de la lengua catalana, aparte de numerosos artículos en revistas pedagógicas y periódicos de la época. Cabe destacar las obras pedagógicas: Tratado de educación escolar, Cartas a un nuevo maestro, Pedagogía o tratado de educación escolar y Primer libro de lectura (1910), del que se vendieron 150.000 ejemplares en cincuenta años. Y de historia local: Guía histórica, estadística y geográfica de Sabadell (en colaboración con el cronista José Sardà). En 1902, después de enseñar durante 45 años obligatoriamente en castellano niños de habla catalana, reivindicó, con varios artículos en La Voz de Cataluña, que la enseñanza se hiciera en catalán. Poco antes de morir dejó escrita una Gramática catalana, que constituye un valioso documento histórico inédito, que compara la lengua catalana y la española. Póstumamente, en 1928, la Biblioteca Sabadellenca le editó la monografía Sabadell. 
El día 7 de julio de 1912, la Sociedad Barcelonesa de Amigos de la Instrucción reunió importantes personalidades de la cultura y de la enseñanza para rendir homenaje póstumo a un "célebre maestro catalán: Agustí Rius y Borrell". Pocos días después, el Ayuntamiento de Sabadell acordaba poner el nombre de Mestre Rius en la primera calle que se abriera en la ciudad, vial existente todavía hoy en el centro de la ciudad.